# Sint-Jorisgilde (Heeze)
Het Sint-Jorisgilde in Heeze is een schutterij, die opgericht is in 1429. 
Het gilde had tot doel het verdedigen van het grondgebied van de heerlijkheid Heeze, Leende en Zesgehuchten, in het bijzonder van het zuidelijk deel van Heeze. Het gilde nam onder meer deel aan de slag bij Leende in 1482 en aan de slag bij het Heezerven op 1 juni (1e Pinksterdag) 1528, waarbij de Hertog van Gelre werd verslagen. 
Het oudste geschreven stuk van het gilde is een beschikking van koning Filips II van Spanje van oktober 1596. Het betreft hier een antwoord op een smeekbede van het Sint Jorisgilde en het Gilde van Sint Agatha aan koning Filips II van Spanje. 
Het oudste koningsschild van Sint Joris stamt uit 1617.